# Красев, Михаил Иванович
Михаи́л Ива́нович Кра́сев (4 марта или 16 марта 1897—24 января 1954) — советский композитор. Лауреат Сталинской премии второй степени (1950).

## Биография
Михаил Красев родился в Москве 4 (16) марта 1897 года. Теорию музыки изучал у Александра Гречанинова, Исая Добровейна и Николая Жиляева.
В 1920-е годы входил в ОРКИМД. В 1922—1925 годах инструктор дома юношества Московского отделения Наробраза. В 1925—1927 годах был музыкальным руководителем коллектива «Синяя блуза» при союзе Медсантруд, позднее работал также в Большевистской трудовой коммуне, ЦДХВД. Записывал народные песни на Кавказе, в Белоруссии, в Крыму.
Михаил Красев умер 24 января 1954 года в Москве. Похоронен на Введенском кладбище (13 уч.).

## Творчество
- детские оперы
  - «Сказка о мёртвой царевне и семи богатырях» (1924)
  - «Маша и медведь» (1940, 2-я редакция 1949)
  - «Петушок» (1941)
  - «Муха-цокотуха» (1942)
  - «Теремок» (1942)
  - «Павлиний хвост» (1943)
  - «Топтыгин и лиса» (1943)
  - «Несмеяна-царевна» (1947)
  - «Морозко» (1950)
  - «Павлик Морозов» («За правду, за счастье») (1953)
- оперетты
  - «Парижский волчок» (1929)
  - «Певец из завкома» (1931)
  - «Эх, миледи!» (1931)
- кантаты
  - «Москва» (1943)
  - «В родном краю» (1947)
  - «Слава Октябрю» (1947)
- детские песни
  - «Маленькой ёлочке холодно зимой» (1933) (на слова Зинаиды Александровой)
  - «Осень» («Падают, падают листья») (на слова Маргариты Ивенсен)

## Награды и премии
- Сталинская премия второй степени (1950) — за оперу для детей «Морозко» (1950) и детские песни «О Ленине» (1930), «Песня московских детей о Сталине», «Праздничное утро» (1940), «Кукушка» (1925), «Дядя Егор» (1925)